# Llista de topònims de Sant Andreu de la Barca
Llista de topònims (noms propis de lloc) del municipi de Sant Andreu de la Barca, al Baix Llobregat
Informació actualitzada per un bot. Els canvis manuals es perdran quan s'actualitzi!

## casa
| imatge | Nom              | Ubicat a                | instància de | Detalls                                                                 | coordenades                                                                                | Protecció                                  | Commons (més fotos)                    | Dades a WD                    |
| ------ | ---------------- | ----------------------- | ------------ | ----------------------------------------------------------------------- | ------------------------------------------------------------------------------------------ | ------------------------------------------ | -------------------------------------- | ----------------------------- |
|        | Ca l'Armangué    | Sant Andreu de la Barca | casa         | Estil: arquitectura popular 17th century                                | 41° 26′ 47″ N, 1° 58′ 30″ E / 41.446369°N,1.974929°E ca:C. de la Palla, 1                  | bé integrant del patrimoni cultural català | Ca l'Armangué                          | Modifica les dades a Wikidata |
|        | Ca l'Estapé      | Sant Andreu de la Barca | casa         | Estil: arquitectura popular 19th century                                | 41° 26′ 48″ N, 1° 58′ 30″ E / 41.446648°N,1.975106°E ca:C. de l'Església, 18 43 msnm       | bé integrant del patrimoni cultural català | Ca l'Estapé (Sant Andreu de la Barca)  | Modifica les dades a Wikidata |
|        | Ca l'Estrada     | Sant Andreu de la Barca | casa         | Estil: noucentisme                                                      | 41° 26′ 48″ N, 1° 58′ 29″ E / 41.446666666667°N,1.9747222222222°E ca:Bosch / Església      | bé integrant del patrimoni cultural català | Ca l'Estrada (Sant Andreu de la Barca) | Modifica les dades a Wikidata |
|        | Cal Guarro       | Sant Andreu de la Barca | casa         |                                                                         | 41° 26′ 52″ N, 1° 57′ 28″ E / 41.447774°N,1.957878°E                                       | bé integrant del patrimoni cultural català |                                        | Modifica les dades a Wikidata |
|        | Cal Magí         | Sant Andreu de la Barca | casa         | Estil: noucentisme Estat: enderrocat o destruït                         | 41° 26′ 50″ N, 1° 58′ 29″ E / 41.447159°N,1.974637°E                                       | bé integrant del patrimoni cultural català |                                        | Modifica les dades a Wikidata |
|        | Cal València     | Sant Andreu de la Barca | casa         | Estil: arquitectura popular Estat: enderrocat o destruït                | 41° 26′ 57″ N, 1° 58′ 24″ E / 41.449105°N,1.973327°E                                       | bé integrant del patrimoni cultural català |                                        | Modifica les dades a Wikidata |
|        | Can Delforn      | Sant Andreu de la Barca | casa         | Estil: arquitectura modernista 20th century                             | 41° 26′ 48″ N, 1° 58′ 26″ E / 41.446704°N,1.973852°E ca:Carrer Bosch, 22 47 msnm           | bé integrant del patrimoni cultural català | Can Delforn                            | Modifica les dades a Wikidata |
|        | Can Julià        | Sant Andreu de la Barca | casa         | Estil: arquitectura eclèctica 19th century                              | 41° 26′ 50″ N, 1° 58′ 27″ E / 41.447332°N,1.97406°E ca:C. Major, 7 - c. Joan Archs 43 msnm | bé integrant del patrimoni cultural català | Can Julià (Sant Andreu de la Barca)    | Modifica les dades a Wikidata |
|        | Can Pocanals     | Sant Andreu de la Barca | casa         | 19th century                                                            | 41° 26′ 48″ N, 1° 58′ 32″ E / 41.446725°N,1.975521°E ca:Pl. de l'Església, 24 40 msnm      | bé integrant del patrimoni cultural català | Can Pocanals                           | Modifica les dades a Wikidata |
|        | Can Santacana    | Sant Andreu de la Barca | casa masia   | Estil: arquitectura popular                                             | 41° 27′ 21″ N, 1° 57′ 19″ E / 41.455871°N,1.955191°E ca:Caseria de Palau                   | bé integrant del patrimoni cultural català |                                        | Modifica les dades a Wikidata |
|        | Casa Pedemonte   | Sant Andreu de la Barca | casa         | Arquitecte: Modest Feu i Estrada Estil: historicisme arquitectònic 1930 | 41° 26′ 53″ N, 1° 58′ 29″ E / 41.447959°N,1.974839°E ca:Ctra. Barcelona, 59 37 msnm        | bé integrant del patrimoni cultural català | Torre dels Pedemonte                   | Modifica les dades a Wikidata |
|        | Conjunt de cases | Sant Andreu de la Barca | casa         | Estil: noucentisme                                                      | 41° 22′ 14″ N, 2° 06′ 01″ E / 41.370685617607926°N,2.100388303980037°E                     | bé integrant del patrimoni cultural català |                                        | Modifica les dades a Wikidata |

## edifici
| imatge | Nom                            | Ubicat a                | instància de | Detalls                                     | coordenades                                                                                       | Protecció                                  | Commons (més fotos)                      | Dades a WD                    |
| ------ | ------------------------------ | ----------------------- | ------------ | ------------------------------------------- | ------------------------------------------------------------------------------------------------- | ------------------------------------------ | ---------------------------------------- | ----------------------------- |
|        | Can Bosch                      | Sant Andreu de la Barca | edifici      | Estil: arquitectura eclèctica               |                                                                                                   | bé integrant del patrimoni cultural català |                                          | Modifica les dades a Wikidata |
|        | Escola Sant Andreu de la Barca | Sant Andreu de la Barca | edifici      |                                             | 41° 26′ 35″ N, 1° 58′ 43″ E / 41.44310437527067°N,1.978590488433838°E                             |                                            |                                          | Modifica les dades a Wikidata |
|        | Escoles Velles                 | Sant Andreu de la Barca | edifici      | Estil: noucentisme                          | 41° 26′ 59″ N, 1° 58′ 22″ E / 41.449599°N,1.972651°E ca:Carretera de Barcelona, davant del Casino | bé integrant del patrimoni cultural català | Escoles Velles (Sant Andreu de la Barca) | Modifica les dades a Wikidata |
|        | celler de Can Julià            | Sant Andreu de la Barca | edifici      | Estil: arquitectura modernista 20th century | 41° 26′ 51″ N, 1° 58′ 27″ E / 41.44752°N,1.97411°E ca:Carrer Major, 4 43 msnm                     | bé integrant del patrimoni cultural català | Celler de Can Julià                      | Modifica les dades a Wikidata |
|        | el Casino                      | Sant Andreu de la Barca | edifici      | Estil: noucentisme 20th century             | 41° 26′ 57″ N, 1° 58′ 19″ E / 41.449251°N,1.972037°E ca:C. Catalunya, 2 48 msnm                   | bé integrant del patrimoni cultural català | El Casino (Sant Andreu de la Barca)      | Modifica les dades a Wikidata |
|        | el Palau Vell                  | Sant Andreu de la Barca | edifici      | Estil: arquitectura popular                 | 41° 27′ 24″ N, 1° 57′ 18″ E / 41.45672397781092°N,1.9549805421218371°E                            | bé integrant del patrimoni cultural català |                                          | Modifica les dades a Wikidata |

## església
| imatge | Nom                                 | Ubicat a                | instància de | Detalls                                                            | coordenades                                                                                  | Protecció                                  | Commons (més fotos)                 | Dades a WD                    |
| ------ | ----------------------------------- | ----------------------- | ------------ | ------------------------------------------------------------------ | -------------------------------------------------------------------------------------------- | ------------------------------------------ | ----------------------------------- | ----------------------------- |
|        | Sant Llop                           | Sant Andreu de la Barca | església     |                                                                    | 41° 27′ 10″ N, 1° 57′ 54″ E / 41.452642°N,1.965074°E ca:Parc Rosalia de Castro (Penedés, 24) |                                            |                                     | Modifica les dades a Wikidata |
|        | Santa Madrona del Palau             | Sant Andreu de la Barca | església     | Estil: arquitectura eclèctica Anomenat per: Madrona de Tessalònica | 41° 27′ 23″ N, 1° 57′ 25″ E / 41.456274°N,1.957036°E ca:Caseria de Palau                     | bé integrant del patrimoni cultural català | Santa Madrona del Palau             | Modifica les dades a Wikidata |
|        | església de Sant Andreu de la Barca | Sant Andreu de la Barca | església     | Estil: historicisme arquitectònic                                  | 41° 26′ 49″ N, 1° 58′ 31″ E / 41.446821°N,1.975216°E ca:Plaça Església                       | bé integrant del patrimoni cultural català | Església de Sant Andreu de la Barca | Modifica les dades a Wikidata |

## estació de ferrocarril
| imatge | Nom                                | Ubicat a                | instància de                                       | Detalls | coordenades                                                       | Protecció | Commons (més fotos) | Dades a WD                    |
| ------ | ---------------------------------- | ----------------------- | -------------------------------------------------- | ------- | ----------------------------------------------------------------- | --------- | ------------------- | ----------------------------- |
|        | Estació de Sant Andreu de la Barca | Sant Andreu de la Barca | estació de ferrocarril edifici estació subterrània |         | 41° 26′ 48″ N, 1° 58′ 24″ E / 41.446741666667°N,1.9732888888889°E |           |                     | Modifica les dades a Wikidata |
|        | Estació del Palau                  | Sant Andreu de la Barca | estació de ferrocarril edifici                     |         | 41° 27′ 21″ N, 1° 57′ 44″ E / 41.455816666667°N,1.9622305555556°E |           |                     | Modifica les dades a Wikidata |

## masia
| imatge | Nom             | Ubicat a                | instància de | Detalls                             | coordenades                                                                                   | Protecció                                  | Commons (més fotos)                 | Dades a WD                    |
| ------ | --------------- | ----------------------- | ------------ | ----------------------------------- | --------------------------------------------------------------------------------------------- | ------------------------------------------ | ----------------------------------- | ----------------------------- |
|        | Ca n'Arcs       | Sant Andreu de la Barca | masia        | Estil: arquitectura popular         | 41° 27′ 13″ N, 1° 57′ 17″ E / 41.453728°N,1.954616°E                                          | bé integrant del patrimoni cultural català |                                     | Modifica les dades a Wikidata |
|        | Can Preses      | Sant Andreu de la Barca | masia        | Estil: arquitectura popular         | 41° 27′ 05″ N, 1° 57′ 14″ E / 41.451283°N,1.953759°E ca:Caseria de Palau                      | bé integrant del patrimoni cultural català |                                     | Modifica les dades a Wikidata |
|        | Can Salvi       | Sant Andreu de la Barca | masia        | Estil: noucentisme                  | 41° 26′ 54″ N, 1° 57′ 46″ E / 41.448269°N,1.96272°E ca:Carrer Gaspar de Preses                | bé integrant del patrimoni cultural català | Can Salvi (Sant Andreu de la Barca) | Modifica les dades a Wikidata |
|        | Can Verdura     | Sant Andreu de la Barca | masia        | Estil: arquitectura popular         | 41° 27′ 18″ N, 1° 57′ 21″ E / 41.455108642578125°N,1.955786943435669°E ca:Carrer del Bruc, 15 | bé integrant del patrimoni cultural català |                                     | Modifica les dades a Wikidata |
|        | Masia del Palau | Sant Andreu de la Barca | masia        | Estil: arquitectura del Renaixement | 41° 27′ 21″ N, 1° 57′ 19″ E / 41.455814361572266°N,1.9553630352020264°E ca:Caseria de Palau   |                                            |                                     | Modifica les dades a Wikidata |

## nucli de població
| imatge | Nom                       | Ubicat a                | instància de      | Detalls | coordenades                                                         | Protecció | Commons (més fotos) | Dades a WD                    |
| ------ | ------------------------- | ----------------------- | ----------------- | ------- | ------------------------------------------------------------------- | --------- | ------------------- | ----------------------------- |
|        | Parc de la Vall del Palau | Sant Andreu de la Barca | nucli de població |         | 41° 27′ 25″ N, 1° 57′ 39″ E / 41.456887371734°N,1.9608020697191°E   |           |                     | Modifica les dades a Wikidata |
|        | el Palau                  | Sant Andreu de la Barca | nucli de població |         | 41° 27′ 20″ N, 1° 57′ 17″ E / 41.4556867327474°N,1.95458850120564°E |           |                     | Modifica les dades a Wikidata |
|        | la Colònia del Palau      | Sant Andreu de la Barca | nucli de població |         | 41° 27′ 08″ N, 1° 57′ 17″ E / 41.4523019905753°N,1.95481046330003°E |           |                     | Modifica les dades a Wikidata |

## polígon industrial
| imatge | Nom                              | Ubicat a                | instància de       | Detalls | coordenades                                                         | Protecció | Commons (més fotos) | Dades a WD                    |
| ------ | -------------------------------- | ----------------------- | ------------------ | ------- | ------------------------------------------------------------------- | --------- | ------------------- | ----------------------------- |
|        | Polígon industrial de Can Sunyer | Sant Andreu de la Barca | polígon industrial |         | 41° 27′ 35″ N, 1° 57′ 14″ E / 41.4597344333401°N,1.95397270329936°E |           |                     | Modifica les dades a Wikidata |
|        | Polígon industrial del Nord-est  | Sant Andreu de la Barca | polígon industrial |         | 41° 27′ 25″ N, 1° 58′ 13″ E / 41.456837299879°N,1.9703028052388°E   |           |                     | Modifica les dades a Wikidata |
|        | Zona industrial N-II             | Sant Andreu de la Barca | polígon industrial |         | 41° 27′ 25″ N, 1° 57′ 46″ E / 41.4568693592151°N,1.96284299147581°E |           |                     | Modifica les dades a Wikidata |

## Misc
| imatge | Nom                                          | Ubicat a                                                                          | instància de                                                                   | Detalls                                                                      | coordenades | Protecció                                  | Commons (més fotos)                   | Dades a WD                    |
| ------ | -------------------------------------------- | --------------------------------------------------------------------------------- | ------------------------------------------------------------------------------ | ---------------------------------------------------------------------------- | --- | ------------------------------------------ | ------------------------------------- | ----------------------------- |
|        | Can Jansana                                  | Sant Andreu de la Barca                                                           | edifici residencial                                                            | Estil: modernisme català                                                     | 41° 26′ 49″ N, 1° 58′ 29″ E / 41.44696807861328°N,1.9745839834213257°E ca:Carrer de l'Església, 1                     |                                            |                                       | Modifica les dades a Wikidata |
|        | La palanca de Sant Andreu de la Barca        | Sant Andreu de la Barca                                                           | palanca                                                                        | Estil: arquitectura popular Travessa: Llobregat Estat: enderrocat o destruït | 41° 26′ 56″ N, 1° 58′ 44″ E / 41.448862°N,1.978827°E                                                                  | bé integrant del patrimoni cultural català | La palanca de Sant Andreu de la Barca | Modifica les dades a Wikidata |
|        | Llobregat                                    | Catalunya província de Barcelona Catalunya Central Àmbit Metropolità de Barcelona | riu                                                                            | Desemboca: mar Mediterrània Llarg: 175km Conca: 4948.3km²                    | 42° 16′ 57″ N, 2° 00′ 46″ E / 42.282412°N,2.012826°E 41° 18′ 08″ N, 2° 07′ 55″ E / 41.302248°N,2.131948°E             |                                            | Llobregat                             | Modifica les dades a Wikidata |
|        | Sant Andreu de la Barca                      | Sant Andreu de la Barca                                                           | entitat singular de població capital municipal ens local històric de Catalunya | 27039 hab                                                                    | 41° 26′ 48″ N, 1° 58′ 19″ E / 41.44659°N,1.97187°E 43 msnm                                                            |                                            |                                       | Modifica les dades a Wikidata |
|        | Teatre Núria Espert                          | Sant Andreu de la Barca                                                           | edifici públic                                                                 |                                                                              | 41° 26′ 56″ N, 1° 58′ 11″ E / 41.4489631652832°N,1.9697649478912351°E ca:Plaça de Federico García Lorca, 1            |                                            |                                       | Modifica les dades a Wikidata |
|        | casa consistorial de Sant Andreu de la Barca | Sant Andreu de la Barca                                                           | casa consistorial                                                              |                                                                              | 41° 27′ 00″ N, 1° 58′ 16″ E / 41.4500299°N,1.9712043°E                                                                |                                            |                                       | Modifica les dades a Wikidata |
|        | el Pi Tallat                                 | Castellví de Rosanes Sant Andreu de la Barca                                      | muntanya                                                                       |                                                                              | 41° 26′ 46″ N, 1° 56′ 46″ E / 41.44618056°N,1.946125°E 255.7 msnm                                                     |                                            |                                       | Modifica les dades a Wikidata |
|        | font de l'Hermano                            | Sant Andreu de la Barca                                                           | font estructura arquitectònica                                                 |                                                                              | 41° 26′ 32″ N, 1° 58′ 42″ E / 41.44233322143555°N,1.9782840013504028°E ca:Darrera l'Escola de Sant Andreu de la Barca |                                            |                                       | Modifica les dades a Wikidata |
|        | serrat del Cap del Sàbat                     | Corbera de Llobregat Sant Andreu de la Barca                                      | serra                                                                          |                                                                              | 41° 26′ 34″ N, 1° 58′ 00″ E / 41.4427°N,1.96653°E 151.3 msnm                                                          |                                            |                                       | Modifica les dades a Wikidata |